# Atkinson Mills
Atkinson Mills es un lugar designado por el censo ubicado en el condado de Mifflin en el estado estadounidense de Pensilvania. En el año 2010 tenía una población de 174 habitantes.

## Geografía
Atkinson Mills se encuentra ubicado en las coordenadas 40°26′57″N 77°48′12″O / 40.44917, -77.80333.